# Clerodendrum speciosissimum
Clerodendrum speciosissimum är en kransblommig växtart som beskrevs av Van Geert och Charles Morren. Clerodendrum speciosissimum ingår i släktet Clerodendrum och familjen kransblommiga växter. Inga underarter finns listade i Catalogue of Life.

## Bildgalleri

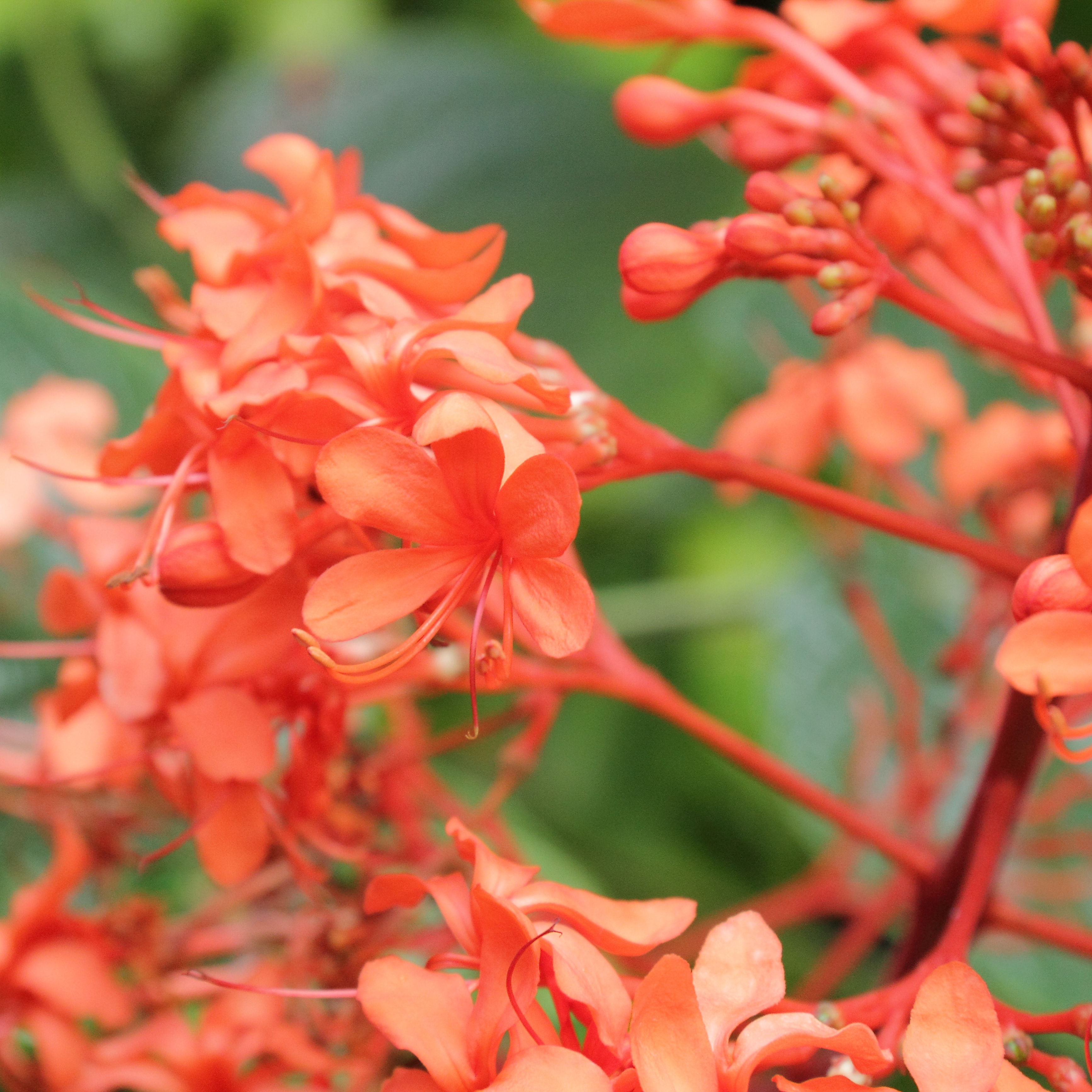
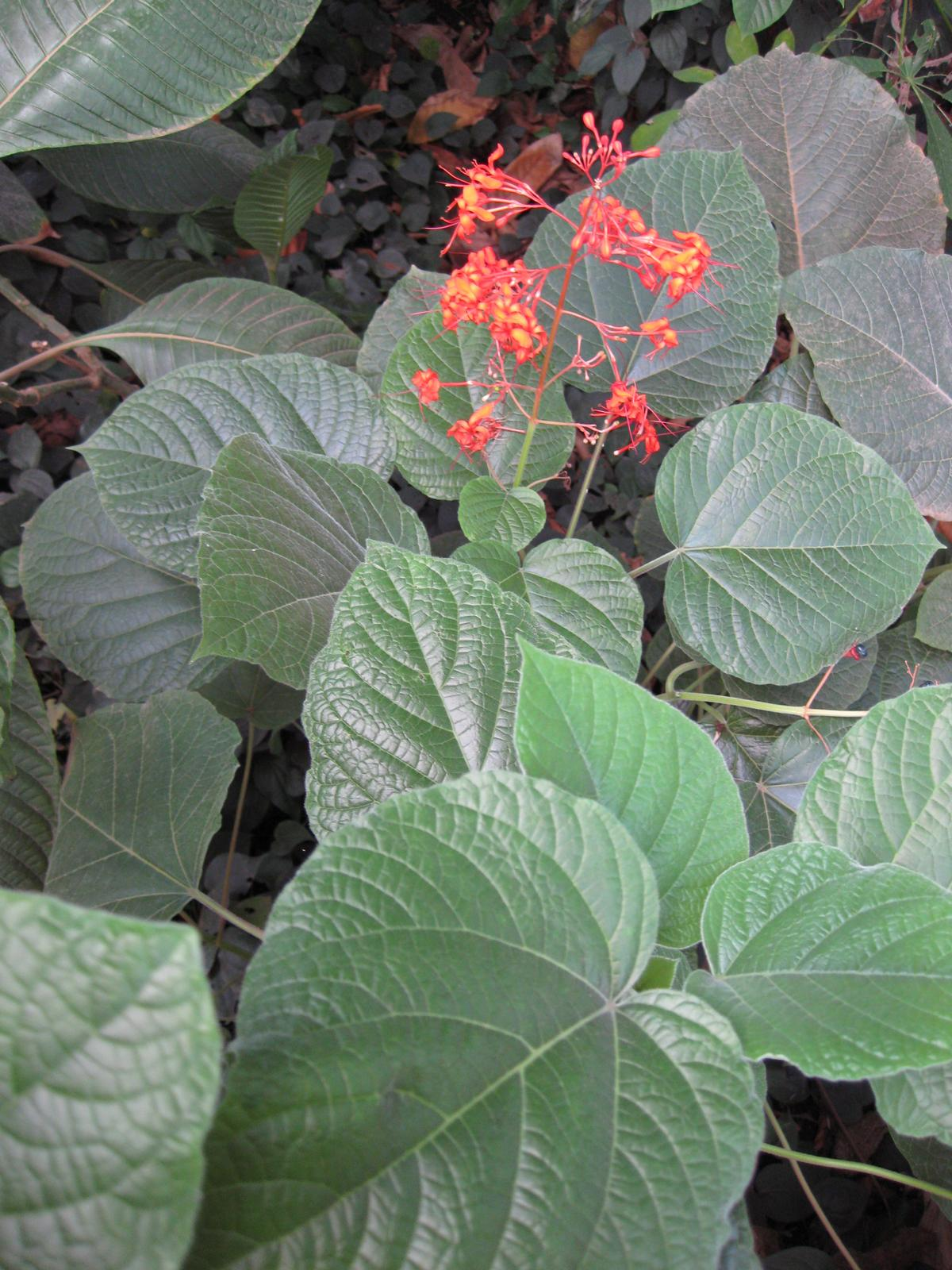
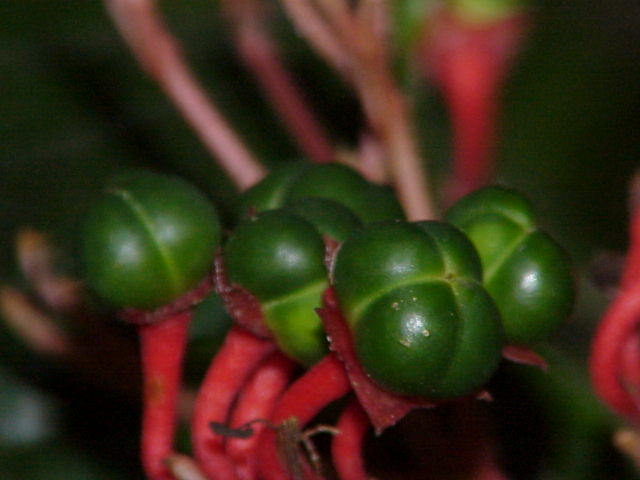